# Turany nad Ondavou
Turany nad Ondavou (in ungherese Turány) è un comune della Slovacchia facente parte del distretto di Stropkov, nella regione di Prešov.